# Lilla Lövsjön, Västergötland
Lilla Lövsjön är en sjö i Lerums kommun i Västergötland och ingår i Göta älvs huvudavrinningsområde. Sjön är 5,7 meter djup, har en yta på 0,183 kvadratkilometer och är belägen 101,4 meter över havet. Sjön avvattnas av vattendraget Lärjeån.

## Delavrinningsområde
Lilla Lövsjön ingår i det delavrinningsområde (642049-128805) som SMHI kallar för Ovan 641673-128696. Medelhöjden är 105 meter över havet och ytan är 18,2 kvadratkilometer. Det finns inga avrinningsområden uppströms utan avrinningsområdet är högsta punkten. Lärjeån som avvattnar avrinningsområdet har biflödesordning 2, vilket innebär att vattnet flödar genom totalt 2 vattendrag innan det når havet efter 33 kilometer. Avrinningsområdet består mestadels av skog (82 procent). Avrinningsområdet har 1,14 kvadratkilometer vattenytor vilket ger det en sjöprocent på 6,3 procent.